# Baker (inslagkrater)
Baker is een inslagkrater op de planeet Venus. Baker werd in 1994 genoemd naar de Frans-Amerikaanse danseres, zangeres en actrice Josephine Baker (1906-1975).
De krater heeft een diameter van 109 kilometer en bevindt zich in het quadrangle Fortuna Tessera (V-2).